# Adrian Kulik

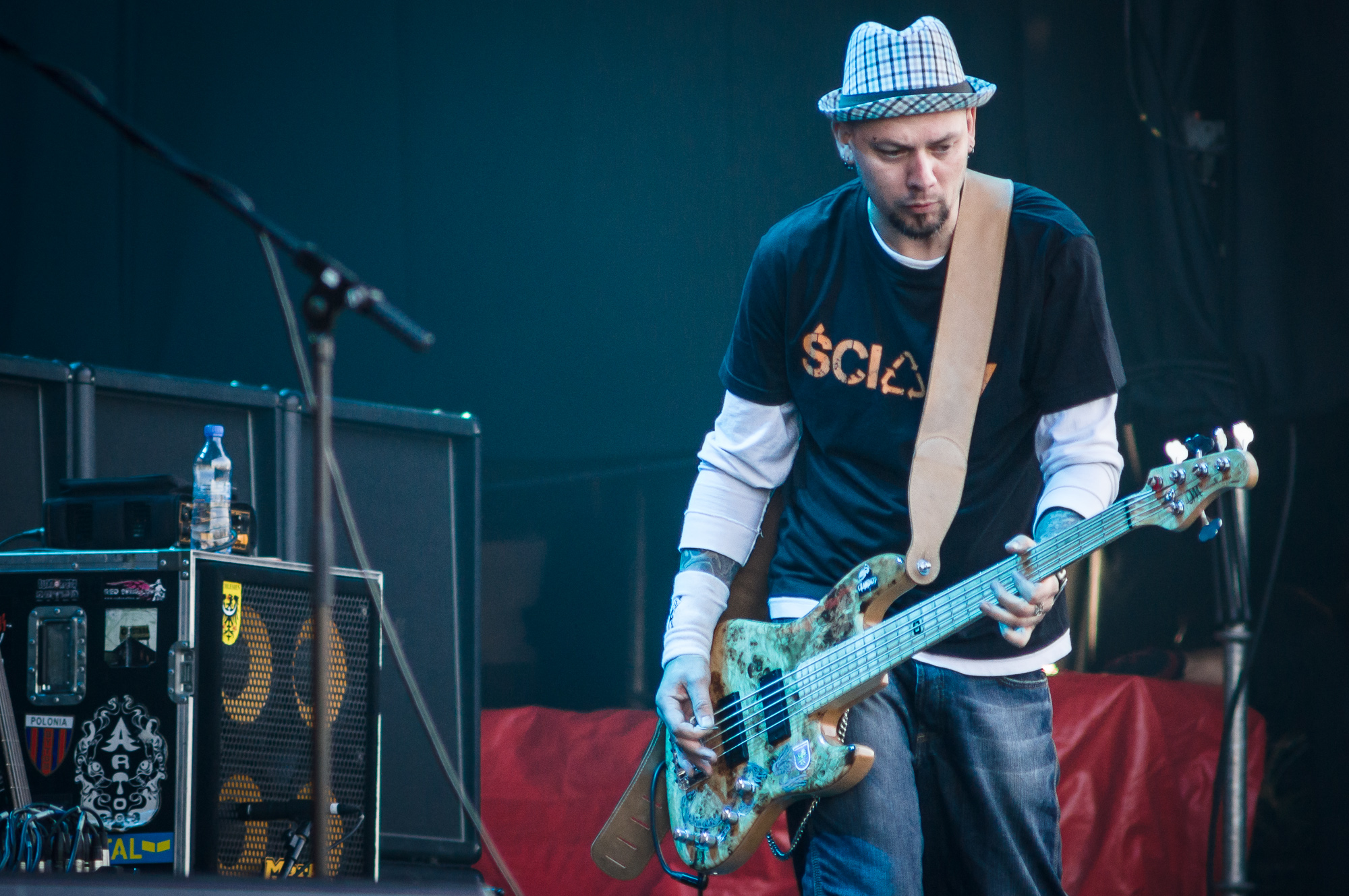
Adrian Kulik (2012)

Adrian „Qlos” Kulik (ur. 2 października 1974 w Miasteczku Śląskim) – polski muzyk rockowy, basista; obecnie członek zespołu Lipali, Tuff Enuff.

## Życiorys
W 1989 zaczął udzielać się jako basista w amatorskim zespole Defender. Próby odbywały się w Dom Kultury KWK Miechowice. Rok później dołączył do pierwszego w swej karierze profesjonalnego zespołu Jack Daniel’s. W 1992 wraz z bytomską grupą wydał nakładem własnym album Nasze pokolenie, nagrany w studio „POZIOM 600” w Jastrzębiu Zdroju, prezentujący styl rocka alternatywnego. W 1993 zespół rozwiązał się.
W 1994 dołączył do oficjalnego składu grupy Tuff Enuff, której założycielem był gitarzysta, Tomasz „Ziuta” Zdebik i wokalista Adam „Andy” Niesporek. Począwszy od 1995 brał udział z Tuff Enuff w wielu edycjach festiwali muzyki rockowej i metalowej, między innymi w: Mayday Rock Festiwal, Odjazdy, Metal Hammer Festiwal, Metalmania, Intermedia, Sopot Rock Festiwal. Wraz z zespołem odbywał trasy koncertowe, towarzysząc zespołom: Acid Drinkers, Vader, Illusion, Hunter, Kazik na Żywo, Flapjack, Corozone oraz Blenders. Kulik nagrał z zespołem Tuff Enuff dwa albumy łączące w swoim stylu gatunki thrash metal, rapcore z elementami punku.
W 2003 dołączył do projektu muzycznego Tomasza Lipnickiego pod nazwą Lipali. Po dołączeniu Adriana Kulika, projekt Lipnickiego przekształcił się w oficjalną grupę muzyczną o tej samej nazwie. Równolegle z działalnością w zespole Lipali artysta kontynuował grę w zespole Her, założonym przez wokalistę i gitarzystę Łukasza Pol-Jelonka. Kulik odszedł z zespołu Her w 2004, kontynuując grę w Lipali i nagrywając pierwszy album z tym składem, Pi. Za album Lipali Bloo razem z zespołem dostał sześć nominacji do nagrody polskiej akademii muzycznej „Fryderyk” 2007 (Tomasz Lipnicki otrzymał statuetkę w kategorii „Wokalista roku”). W 2008 reaktywował zespół Tuff Enuff w składzie Tomasz Biskup (Hard Work), Marcin Papior (Piersi). W tym składzie zagrali razem z Liroyem na koncercie „Szansa na sukces” w Sali Kongresowej. W 2009 wydał z zespołem Lipali album Trio, za który w 2010 otrzymali 7 nominacji do Fryderyka (Lipa otrzymał Fryderyka w kategorii Wokalista Roku).
W tym samym roku reaktywował się Tuff Enuff w składzie z okresu nagrywania pierwszego albumu. Zespół zagrał kilka koncertów, ukazały się też wznowienia albumów. W 2012 Lipali wydał swój czwarty studyjny album, 3850.
W 2014 10.10. Tuff Enuff wydało swój trzeci album Sugar, Death and 222 Imperial Bitches, a w 2015 ukazała się nowa płyta LIPALI - FASADY
W 2017 Adrian „Qlos” Kulik  zakończył wieloletnią współpracę z zespołem Lipali.

## Dyskografia
LP
- 1992: Jack Daniel's – Nasze Pokolenie
- 2004: Lipali – Pi (Pomaton EMI 8747242)
- 2007: Lipali – Bloo
- 2009: Lipali – Trio
- 2011: Lipali – Lipali&Goście Akustyk Live
- 2012: Lipali – 3850
- 2015: Lipali – Fasady

Single
- 2004: Lipali – Pi
- 2005: Lipali – Ściany (Pomaton EMI, Promo CD 636)
- 2007: Lipali – Sen o lepszym dniu (FrontMusic)
- 2007: Lipali – Jeżozierz (FrontMusic)
- 2009: Lipali – Barykady
- 2009: Lipali – Upadam
- 2009: Lipali – Ponoć
- 2011: Lipali – Jeżozwierz akustyczny
- 2012: Lipali – Pamiątki z masakry
- 2013: Lipali – Najgroźniejsze zwierzę świata
- 2013: Lipali – Popioły